# أليسيو فاسانو
أليسيو فاسانو (بالإيطالية: Alessio Fasano) هو طبيب وباحث إيطالي، ولد في 9 يوليو 1956 في ساليرنو في إيطاليا.